# Bozeman
Bozeman és una població dels Estats Units a l'estat de Montana. Segons el cens del 2007 tenia 37.981 habitants.

## Demografia
Segons el cens del 2000, Bozeman tenia 27.509 habitants, 10.877 habitatges, i 5.014 famílies. La densitat de població era de 843 habitants per km².
Dels 10.877 habitatges en un 22,3% hi vivien nens de menys de 18 anys, en un 36% hi vivien parelles casades, en un 7,3% dones solteres, i en un 53,9% no eren unitats familiars. En el 30,4% dels habitatges hi vivien persones soles el 6,7% de les quals corresponia a persones de 65 anys o més que vivien soles. El nombre mitjà de persones vivint en cada habitatge era de 2,26 i el nombre mitjà de persones que vivien en cada família era de 2,85.
Per edats la població es repartia de la següent manera: un 16% tenia menys de 18 anys, un 33% entre 18 i 24, un 28,6% entre 25 i 44, un 14,4% de 45 a 60 i un 8% 65 anys o més.
L'edat mediana era de 25 anys. Per cada 100 dones de 18 o més anys hi havia 112,6 homes.
La renda mediana per habitatge era de 32.156$ i la renda mediana per família de 41.723$. Els homes tenien una renda mediana de 28.794$ mentre que les dones 20.743$. La renda per capita de la població era de 16.104$. Aproximadament el 9,2% de les famílies i el 20,2% de la població estaven per davall del llindar de pobresa.

## Poblacions més properes
El següent diagrama mostra les poblacions més properes.